# Laura Benanti
Laura Benanti (New York, 13 juli 1979) is een Amerikaans actrice en musicalzangeres.

## Biografie
Benanti is van Joegoslavische, Duitse, Ierse en Native Amerikaanse afkomst, en op jonge leeftijd scheidden haar ouders en verhuisde ze met haar moeder en stiefvader Salvatore Benanti naar Kinnelon. Benanti heeft de high school doorlopen aan de Kinnelon High School waar zij in 1997 haar diploma haalde.
Benanti was van 2005 tot en met 2006 getrouwd, vanaf 2007 is zij opnieuw getrouwd.

## Filmografie

### Films
Uitgezonderd korte films.
- 2025: Everything's Going to Be Great - als Tallulah Bankhead
- 2025: Kinda Pregnant - als moeder van Daisy
- 2024: Goodrich - als Naomi
- 2023: The Shade - als Renee Beckman
- 2023: No Hard Feelings - als Allison Becker
- 2021: Tick, Tick... Boom! - als Judy
- 2021: Here Today - als Francine
- 2020: What Is Life Worth - als Karen Abate
- 2017: Tangled: Before Ever After - als Lady Caine (stem)
- 2016: She Loves Me - als Amalia
- 2013: The Sound of Music Live! - als Elsa Schrader
- 2010: Meskada - als Allison Connor
- 2010: Open Books - als June
- 2006: East Broadway - als Alexandra
- 2006: Take the Lead - als Tina

### Televisieseries
Uitgezonderd eenmalige gastrollen.
- 2024 Elsbeth - als Nadine Clay - 2 afl.
- 2022-2024 Life & Beth - als Jane - 12 afl.
- 2023 The Gilded Age - als Susan Blane - 3 afl.
- 2023 Supreme: The Battle for Roe - als Bea Cuttriss (stem) - 5 afl.
- 2021-2023 Gossip Girl - als Katherine 'Kiki' Hope - 12 afl.
- 2022 Inside Amy Schumer - als Laura - 2 afl.
- 2018-2021 Younger - als Quinn Tyler - 18 afl.
- 2016-2021 The Late Show with Stephen Colbert - als Melania Trump - 11 afl.
- 2018-2019 Younger - als Quinn Tyler - 8 afl.
- 2017-2019 The Detour - als Edie - 22 afl.
- 2015-2016 Supergirl - als Alura Zor-El / Astra - 10 afl.
- 2014-2015 Nashville - als Sadie Stone - 15 afl.
- 2014-2015 The Good Wife - als Renata Ellard - 2 afl.
- 2014 Nurse Jackie - als Mia - 7 afl.
- 2011-2014 Law & Order: Special Victims Unit - als Maria Grazie - 9 afl.
- 2013 Royal Pains - als Shelby Shackelford - 8 afl.
- 2012-2013 Go On - als Lauren Schneider - 22 afl.
- 2008 Eli Stone - als Beth Keller - 5 afl.
- 2005 Starved - als Billie Frasier - 7 afl.

## TheaterwerkBroadway
- 2021-2022 Freestyle Love Supreme - als speciale spontane gaste
- 2019 Kristin Chenoweth: For the Girls - als understudy
- 2018-2019 My Fair Lady - als understudy
- 2017-2018 Meteor Shower - als Laura
- 2016 She Loves Me - als Amalia Balash
- 2010-2011 Women on the Verge of a Nervous Breakdown - musical - als Candela
- 2009-2010 In the Next Room - toneelstuk - als mrs. Givings
- 2008-2009 Gypsy - musical - als Louise
- 2006 The Wedding Singer - musical - als Julia
- 2003 Nine - musical - als Claudia
- 2002 Into the Woods - musical - als Cinderella
- 1999-2001 Swing! - musical - als artieste
- 1998-1999 The Sound of Music - musical - als Maria Rainer (understudy)

- Biblioteca Nacional de España: XX6500212
- Gemeinsame Normdatei: 141102136
- International Standard Name Identifier: 0000 0000 7781 3553
- Library of Congress Control Number: no00088320
- MusicBrainz: 077c8981-8296-4bc5-99b8-1cf0b64813ab
- SNAC: w6sr00n2
- Virtual International Authority File: 38926364
- WorldCat: E39PBJmXMWp9MwQwwxtXHQ7JXd